# 3D Ultra Minigolf
3D Ultra Minigolf est un jeu vidéo sorti en 1997 sur PC. C'est un jeu reprend le principe du minigolf, mais sur des terrains spéciaux.

## Système de jeu
Le joueur doit mettre la balle dans le trou dans des terrains du passé, du présent et du futur.

## Accueil
Ce jeu n'a pas eu un très grand succès. Il faudra attendre 2006 pour que Sierra Entertainment reprenne ce jeu avec 3D Ultra Minigolf Adventures qui a un peu mieux marché que le premier car ce jeu sortira aussi sur Xbox 360, puis sortira 3D Ultra Minigolf Adventures 2 sur Xbox 360 et PlayStation 3.